# Death Race 2
Death Race 2 ist ein deutsch-südafrikanischer Science-Fiction-Actionfilm des niederländischen Regisseurs Roel Reiné aus dem Jahr 2010. Das Drehbuch verfassten Tony Giglio und Paul W. S. Anderson. Luke Goss und Tanit Phoenix erhielten die Hauptrollen, Ving Rhames, Danny Trejo und Sean Bean sind in Nebenrollen zu sehen. Death Race 2 ist ein Prequel zu Death Race, der im Jahr 2008 mit Jason Statham in die Kinos kam. Der Film erzählt die Geschichte des ersten Frankenstein, der im ersten Film ums Leben kommt und ist eine Neuverfilmung von Frankensteins Todesrennen, wie der Teil zuvor.

## Handlung
Carl „Luke“ Lucas arbeitet bereits seit über 20 Jahren für seinen Auftraggeber Markus Kane. Diesmal soll er als Fahrer bei einem Bankraub fungieren, den Kanes Neffe und zwei andere Grünschnäbel durchführen.
Bei einer Schießerei in der Bank wird ein Bandenmitglied erschossen. Lucas und den beiden anderen gelingt die Flucht. Auf der Flucht kann Lucas dafür sorgen, dass auch die anderen beiden Mittäter entkommen können, bevor er selber gefasst wird. Im anschließenden Prozess sagt er nicht gegen Kane aus und wird daraufhin zu lebenslänglich verurteilt und nach Terminal Island, einem privaten Gefängnis der Weyland Corporation, überstellt.
Zur Finanzierung des Systems werden dort Fahrzeuge ausgeschlachtet und die Einzelteile günstig an Aufkäufer verkauft und es werden so genannte „Death Matches“ abgehalten – Käfigkämpfe bis auf den Tod. Die Einschaltquoten gehen jedoch immer weiter zurück.
Insofern muss sich die Moderatorin dieser Fights, September Jones, etwas Neues einfallen lassen.
So wird „Death Race“ aus der Wiege gehoben. Als Ansporn für die Fahrer erhält der Fahrer, der als erstes fünf Rennen gewinnt, seine Freiheit.
Jedes Rennen geht über drei Runden an jeweils drei Tagen.
Die erste Runde läuft als normales Stockcar-Rennen ab. Ab der zweiten Runde stehen den Fahrern auch die Möglichkeiten offen, Verteidigungs- und Angriffswaffen freizuschalten, indem sie mit ihren Fahrzeugen über entsprechende im Boden angebrachte Schilde fahren.
Zeitgleich außerhalb des Gefängnisses:
Kane hat herausgefunden, wo Lucas einsitzt, und glaubt, dass das Gefängnis über kurz oder lang dessen Loyalität bricht und lobt eine Belohnung von einer Million Dollar aus für denjenigen, der Lucas binnen 48 Stunden umbringt.
18 Freiwillige für das Rennen im Gefängnis, unter ihnen auch Carl Lucas, sind schnell gefunden. Sie streiten sich um insgesamt neun Fahrzeuge.
Im anschließenden Rennen fährt Lucas nicht nur um den Sieg. Allen Mitstreitern ist die Belohnung bekannt, die auf seinen Kopf ausgesetzt ist, und sie setzen alles dran, Lukas umzubringen.
Im Rennen rettet Lucas 14K das Leben. 14K ist Triadenmitglied und als solcher danach Lucas mit einem Gefallen verpflichtet.
In der letzten Runde wird Lucas’ Fahrzeug durch eine Wärmerakete getroffen und das Fahrzeug geht in Flammen auf. Hierbei zieht er sich massive Verbrennungen zu. Er wird offiziell für tot erklärt und im Gefängnishospital wieder zusammengeflickt, um als „Frankenstein“ für das Death Race wiedergeboren zu werden.
Die Triaden kümmern sich im Ausgleich für 14Ks Lebensrettung um das Ableben von Kane.
Lucas fährt als Frankenstein sein erstes Rennen und seine erste Handlung ist die Tötung der Moderatorin September Jones.

## Produktion
Death Race 2 ist eine Koproduktion von Moonlighting Films und Universal Pictures, der mit einem Budget von 7 Mio. US-Dollar produziert wurde. Am 13. November 2009 begann das Casting zum Film. Am 7. Dezember 2009 gab Roel Reiné bekannt, dass er als Regisseur bei Death Race 2 tätig sein wird. Am 5. Januar 2010 wurde Luke Goss mit der Hauptrolle des Carl „Luke“ Lucas alias Frankenstein besetzt. Die Dreharbeiten zu Death Race 2 begannen am 13. Februar 2010 in Kapstadt, Südafrika. Dabei dienten das Gefängnis Robben Island, in dem Nelson Mandela eingesperrt war, Castle of Good Hope und einer Zementfabrik in den Armutsvierteln in der Nähe von Kapstadt als Drehorte.

### Autos
Die Autos im Film wurden mit Waffen und verstärkter Panzerung modifiziert. Als Polizeiautos wurden die Modelle Australian Ford Falcons und Ford Crown Victorias verwendet.

### Besetzung

#### Fahrer
| Darsteller      | Rolle                     | Auto                          | Bewaffnung |
| --------------- | ------------------------- | ----------------------------- | --- |
| Luke Goss       | Carl Lucas (Frankenstein) | Ford Mustang                  | M134 Minigun, Schmieröl, Nebel- und Napalmbombe, Grabstein                                                          |
| Robin Shou      | 14K                       | Porsche 911                   | MG-42 aus dem Zweiten Weltkrieg, vier Raketen mit Wärmesensor auf der Motorhaube und weitere vier auf dem Dach      |
| Deobia Oparei   | Big Bill                  | Dodge Ram                     | Kuhfänger, vier Browning M1919 auf der Motorhaube, zwei seitliche M61 Vulcan Gewehre und eine russische RPG-7       |
| Hennie Bosman   | Xander Grady              | 1966er Buick Riviera          | deutsches MG-34, Uzis und PPSH-41 Maschinenpistolen                                                                 |
| Sean Higgs      | Hill Billy                | BMW E32                       | M134 Minigun und kugelsicherer Stahl                                                                                |
| Warrick Grier   | Calin                     | Pontiac Trans-Am              | M134 als Defensivwaffe und einem .50 Kaliber auf dem Dach die vom Navigator gesteuert wird, Schlachtschiffpanzerung |
| Chase Armitage  | Apache                    | 1972 „Boattail“ Buick Riviera | deutsches MG 34, zwei Uzis und zwei Maschinenpistolen Typ PPSH-41                                                   |
| Michael Solomon | The Sheik                 | 1989 Jaguar XJS               | kugelsicherer Stahl und eine 50-Kaliber M2                                                                          |
| Traian Milenov  | Scarface                  | 2006 Chrysler 300C            | drei FN MAGs, eine Rakete und Schmieröl                                                                             |

#### Weitere Darsteller
| Darsteller        | Rolle           | Zusatz                                |
| ----------------- | --------------- | ------------------------------------- |
| Tanit Phoenix     | Katrina Banks   | Lukes Navigator                       |
| Sean Bean         | Markus Kane     | Lukes Auftraggeber                    |
| Lauren Cohan      | September Jones | Todesrennen Produzentin               |
| Ving Rhames       | Weyland         | Geschäftsführer Weyland International |
| Danny Trejo       | Goldberg        | Lukes Pit-Crew                        |
| Frederick Koehler | Lists           | Lukes Pit-Crew                        |
| Joe Vaz           | Rocco           | Lukes Pit-Crew                        |

### Veröffentlichung
Ein Trailer zu Death Race 2 erschien am 3. Oktober 2010. Der Film wurde als Direct-to-DVD produziert und veröffentlicht. In Großbritannien erschien der Film am 27. Dezember 2010 und in den Vereinigten Staaten am 18. Januar 2011. In Deutschland konnte man den Film ab dem 3. November 2011 kaufen.
Der Film wurde im August 2012 auf Liste A der jugendgefährdenden Medien indiziert.

## Synchronisation
Die Synchronisation wurde von VSI Synchron GmbH in Berlin unter der Regie von Sabine Jaeger durchgeführt.
| Darsteller     | Synchronstimme     | Rolle                        |
| -------------- | ------------------ | ---------------------------- |
| Luke Goss      | Jan-David Rönfeldt | Carl ‘Luke’ Lucas            |
| Lauren Cohan   | Josephine Schmidt  | September Jones              |
| Sean Bean      | Oliver Stritzel    | Markus Kane                  |
| Ving Rhames    | Tilo Schmitz       | Weyland                      |
| Danny Trejo    | Thomas Wolff       | Goldberg                     |
| Deobia Oparei  | Marco Kröger       | Big Bill                     |
| Danny Keogh    | Stefan Staudinger  | Dr. Klein                    |
| Patrick Lyster | Uli Krohm          | Gefängnisdirektor Parks      |
| Tanit Phoenix  | Ilona Brokowski    | Katrina                      |
| Fred Koehler   | Konrad Bösherz     | Lists                        |
| Joe Vaz        | Lutz Schnell       | Rocco                        |
| Henie Bosman   | Axel Lutter        | Xander Grady                 |
|                | Reiner Schöne      | Webcast Übertragungssprecher |

## Fortsetzungen
Death Race: Inferno ist die Fortsetzung des zweiten Teils und handelt in einem fiktiven Gefängnis in Südafrika. Als Regisseur ist wieder Roel Reiné aktiv und Tony Giglio verfasste abermals das Drehbuch. Aus dem zweiten Teil sind Luke Goss, Danny Trejo, Ving Rhames, Fred Koehler und Tanit Phoenix wieder mit dabei. 2018 folgte Death Race: Anarchy, inszenierte von Don Michael Paul.